# Вяндраський район
Вя́ндраський райо́н (ест. Vändra rajoon, рос. Вяндраский район) — адміністративно-територіальна одиниця Естонської РСР з 26 вересня 1950 до 21 грудня 1962 року.

## Географічні дані
Площа району станом на 1955 рік — 1034,9 км2, чисельність населення на 15 січня 1959 року становила 13 766 осіб.
Адміністративний центр — селище міського типу Вяндра.

## Історія
26 вересня 1950 року в процесі скасування в Естонській РСР повітового та волосного адміністративного поділу утворений Вяндраський сільський район, який безпосередньо підпорядковувався республіканським органам. До складу новоутвореного району ввійшли селище міського типу Вяндра, 2 робітничих селища Тоотсі і Ярваканді та 12 сільських рад: Аесооська, Алустеська, Вігтраська, Вяндраська, Ейдапереська, Кайсмаська, Казеська, Киннуська, Риузаська, Суурейиеська, Тегастеська, Тийаська. Адміністративним центром визначено селище Вяндра.
Після прийняття 3 травня 1952 року рішення про поділ Естонської РСР на три області Вяндраський район включений до складу Пярнуської області. Проте вже 28 квітня 1953 року області в Естонській РСР були скасовані і в республіці знов повернулися до республіканського підпорядкування районів.
20 березня 1954 року відбулася зміна кордонів між районами Естонської РСР, зокрема Вяндраський район отримав 26,4 га земель від Пярну-Яаґупіського, 46,57 га від Рапласького та 713,02 га від Тюріського районів, зі свого боку район передав 47,52 га Пярну-Яаґупіському району та 448 га Пярнуському району.
17 червня 1954 року розпочато в Естонській РСР укрупнення сільських рад, після чого в Вяндраському районі замість 12 залишилися 6 сільрад: Аесооська, Алустеська, Ейдапереська, Кайсмаська, Риузаська та Торіська.
24 січня 1959 року в процесі ліквідації Сууре-Яаніському району до Вяндраського району приєднана частина території скасованої Каансооської сільської ради.
21 грудня 1962 року скасовано Вяндраський район, а його територія поділена між районами:
- Пярнуським — міські селища Вяндра й Тоотсі та сільські ради: Алустеська, Кайсмаська, Риузаська (частина території) й Торіська;
- Вільяндіським — Риузаська сільська рада (решта території);
- Раплаським — міське селище Ярваканді та Ейдапереська сільрада;

Того ж дня ліквідована Аесооська сільська рада, що входила до складу Вяндраського району, а її територія стала складовими частинами сільрад Пярнуського та Вільяндіського районів.

## Адміністративні одиниці
| Назва                | 1950                 | 1954                 | 1954                 | 1962                 |
| Селище міського типу | Селище міського типу | Селище міського типу | Селище міського типу | Селище міського типу |
| -------------------- | -------------------- | -------------------- | -------------------- | -------------------- |
| Вяндра               |                      |                      |                      |                      |
|                      |                      |                      |                      |                      |
|                      |                      |                      |                      |                      |
| Робітничі селища     |                      |                      |                      |                      |
| Тоотсі               |                      |                      |                      |                      |
|                      |                      |                      |                      |                      |
|                      |                      |                      |                      |                      |
| Ярваканді            |                      |                      |                      |                      |
|                      |                      |                      |                      |                      |
|                      |                      |                      |                      |                      |
| Сільради             |                      |                      |                      |                      |
| Аесооська            |                      |                      |                      |                      |
|                      |                      |                      |                      |                      |
|                      |                      |                      |                      |                      |
| Алустеська           |                      |                      |                      |                      |
|                      |                      |                      |                      |                      |
|                      |                      |                      |                      |                      |
| Вігтраська           |                      |                      |                      |                      |
|                      |                      |                      |                      |                      |
|                      |                      |                      |                      |                      |
| Вяндраська           |                      |                      |                      |                      |
|                      |                      |                      |                      |                      |
|                      |                      |                      |                      |                      |

| Сільрада     | 1950 | 1954 | 1954 | 1962 |
| ------------ | ---- | ---- | ---- | ---- |
| Ейдапереська |      |      |      |      |
|              |      |      |      |      |
|              |      |      |      |      |
| Кайсмаська   |      |      |      |      |
|              |      |      |      |      |
|              |      |      |      |      |
| Казеська     |      |      |      |      |
|              |      |      |      |      |
|              |      |      |      |      |
| Киннуська    |      |      |      |      |
|              |      |      |      |      |
|              |      |      |      |      |
| Риузаська    |      |      |      |      |
|              |      |      |      |      |
|              |      |      |      |      |
| Суурейиеська |      |      |      |      |
|              |      |      |      |      |
|              |      |      |      |      |
| Тегастеська  |      |      |      |      |
|              |      |      |      |      |
|              |      |      |      |      |
| Тийаська     |      |      |      |      |
|              |      |      |      |      |
|              |      |      |      |      |
| Торіська     |      |      |      |      |
|              |      |      |      |      |
|              |      |      |      |      |

## Друкований орган
6 червня 1951 року тричі на тиждень почала виходити газета «Sotsialismi Võit» («Соціалісмі Вийт», «Перемога соціалізму»), друкований орган Вяндраського районного комітету комуністичної партії Естонії та Вяндраської районної ради депутатів трудящих. Останній номер вийшов 12 травня 1962 року.